# 軒轅述
軒轅述，五代十国南汉乾亨年间人物、医学家。
他精通岐黄之术，治病有效，喜欢前代医书，但有自己的见解，不拘泥古说。他也进行著作，老而不倦。青霞君作《宝脏论》三篇，关于变炼金石之诀。軒轅述除去其谬误，博采众长，以补其缺，作《宝脏畅微论》三卷，成书时，他就已经九十岁了，不久去世，其书被医家争着作宝贝。